# أرتور باتشيكو ألتاميرانو
أرتور باتشيكو ألتاميرانو (بالإسبانية: Arturo Pacheco Altamirano)‏ هو رسام تشيلي، ولد في 1903 في تشيلان في تشيلي، وتوفي في 1978.